# Megaselia cybele
Megaselia cybele är en tvåvingeart som beskrevs av Borgmeier 1962. Megaselia cybele ingår i släktet Megaselia och familjen puckelflugor. Inga underarter finns listade i Catalogue of Life.